# گابریل سیگوا
گابریل سیگوا (گرجی: გაბრიელ სიგუა؛ زادهٔ ۳۰ ژوئن ۲۰۰۵) بازیکن فوتبال اهل گرجستان است.
وی همچنین در تیم‌های ملی فوتبال زیر ۲۱ سال گرجستان، و گرجستان بازی کرده است.